# Lizant
Lizant és un municipi francès situat al departament de la Viena i a la regió de la Nova Aquitània. L'any 2007 tenia 462 habitants.

## Demografia

### Població
El 2007 la població de fet de Lizant era de 462 persones. Hi havia 180 famílies de les quals 36 eren unipersonals (8 homes vivint sols i 28 dones vivint soles), 80 parelles sense fills, 60 parelles amb fills i 4 famílies monoparentals amb fills.
La població ha evolucionat segons el següent gràfic:
Habitants censats

### Habitatges
El 2007 hi havia 257 habitatges, 184 eren l'habitatge principal de la família, 38 eren segones residències i 35 estaven desocupats. Tots els 257 habitatges eren cases. Dels 184 habitatges principals, 146 estaven ocupats pels seus propietaris, 32 estaven llogats i ocupats pels llogaters i 6 estaven cedits a títol gratuït; 9 tenien dues cambres, 25 en tenien tres, 64 en tenien quatre i 87 en tenien cinc o més. 149 habitatges disposaven pel capbaix d'una plaça de pàrquing. A 78 habitatges hi havia un automòbil i a 90 n'hi havia dos o més.

### Piràmide de població
La piràmide de població per edats i sexe el 2009 era:
| Homes | Edats   | Dones |
| ----- | ------- | ----- |
| 0     | 95 o +  | 4     |
| 0     | 90 a 94 | 4     |
| 4     | 85 a 89 | 0     |
| 0     | 80 a 84 | 4     |
| 16    | 75 a 79 | 20    |
| 12    | 70 a 74 | 12    |
| 12    | 65 a 69 | 8     |
| 16    | 60 a 64 | 16    |
| 4     | 55 a 59 | 16    |
| 20    | 50 a 54 | 16    |
| 12    | 45 a 49 | 12    |
| 28    | 40 a 44 | 16    |
| 12    | 35 a 39 | 28    |
| 8     | 30 a 34 | 20    |
| 8     | 25 a 29 | 20    |
| 4     | 20 a 24 | 4     |
| 8     | 15 a 19 | 4     |
| 16    | 10 a 14 | 24    |
| 8     | 5 a 9   | 8     |
| 4     | 0 a 4   | 20    |

## Economia
El 2007 la població en edat de treballar era de 296 persones, 201 eren actives i 95 eren inactives. De les 201 persones actives 188 estaven ocupades (110 homes i 78 dones) i 13 estaven aturades (5 homes i 8 dones). De les 95 persones inactives 37 estaven jubilades, 24 estaven estudiant i 34 estaven classificades com a «altres inactius».

### Ingressos
El 2009 a Lizant hi havia 187 unitats fiscals que integraven 428 persones, la mediana anual d'ingressos fiscals per persona era de 15.824 €.

### Activitats econòmiques
Dels 18 establiments que hi havia el 2007, 1 era d'una empresa alimentària, 7 d'empreses de construcció, 3 d'empreses de comerç i reparació d'automòbils, 2 d'empreses d'hostatgeria i restauració, 1 d'una empresa d'informació i comunicació, 1 d'una empresa immobiliària, 1 d'una empresa de serveis, 1 d'una entitat de l'administració pública i 1 d'una empresa classificada com a «altres activitats de serveis».
Dels 8 establiments de servei als particulars que hi havia el 2009, 1 era un taller de reparació d'automòbils i de material agrícola, 2 paletes, 1 guixaire pintor, 2 fusteries, 1 electricista i 1 restaurant.
Dels 2 establiments comercials que hi havia el 2009, 1 era una fleca i 1 una peixateria.
L'any 2000 a Lizant hi havia 10 explotacions agrícoles que ocupaven un total de 565 hectàrees.

## Equipaments sanitaris i escolars
El 2009 hi havia una escola maternal integrada dins d'un grup escolar amb les comunes properes formant una escola dispersa.

## Poblacions més properes
El següent diagrama mostra les poblacions més properes.